# エドワード・サイード
エドワード・ワディ・サイード（إدوارد سعيد Edward Wadie Said, 1935年11月1日 - 2003年9月25日）は、パレスチナ系アメリカ人の文学研究者、文学批評家。主著の『オリエンタリズム』でオリエンタリズムの理論とともにポストコロニアル理論を確立した。彼はまたパレスチナ問題に関する率直な発言者でもあった。

## 生涯
キリスト教徒のパレスチナ人としてエルサレムに生まれる。父親はエジプトのカイロで事業を営んだが、サイードはエルサレムにあった叔母の家で幼年期の多くの時間を過ごしたほか、レバノンでも暮らした。アラビア語、英語、フランス語の入り混じる環境で育ったため、3つの言語に堪能となる。14歳になる頃にはカイロのヴィクトリア・カレッジに通った。この時期の生活については、自伝『遠い場所の記憶』に詳しい。
アメリカ合衆国へ移住後、学士号をプリンストン大学、修士号と博士号をハーバード大学にて取得した。英文学と比較文学の教授をコロンビア大学で40年間務めた（1963年～2003年）ほか、ハーバード大学、ジョンズ・ホプキンス大学、エール大学でも教鞭を執った。『ネイション』、『ガーディアン』、『ル・モンド・ディプロマティーク』、『アルアハラム』、『アル・ハヤト』などの雑誌に寄稿しつつ、ノーム・チョムスキーらとともにアメリカの外交政策を批判し、アメリカ国内で最大のパレスチナ人とアラブ人の擁護者として発言を続けた。同い年の大江健三郎を評価していた。
晩年は白血病を患って教鞭をとることもまれだった。2003年9月25日、長い闘病生活の末に、ニューヨークで没した。67歳だった。

## 業績・活動

### オリエンタリズム
学者としては、サイードはオリエンタリズムの理論で最もよく知られている。彼は著書『オリエンタリズム』（1978年）において、西洋におけるアジアや中東への誤った、またはロマンチックに飾り立てられたイメージの長い伝統が、ヨーロッパやアメリカの植民地主義的・帝国主義的な野望の隠れた正当化として作用してきたと主張し、オリエンタリズムの理論を打ち立てるとともにポストコロニアル理論を確立した。サイードはオリエントとオクシデントのいずれのイメージも不要と考えて批判を行ない、論争を引き起こした。
同書ではアンクティル=デュペロン、ウィリアム・ジョーンズ、サシ、ルナン、ラマルティーヌ、リチャード・バートン、ネルヴァル、マルクスらの著作が批判的に検討された。
このほか、欧米ではパレスチナ人は政治的に存在しないとされており、アメリカのオリエンタリストには文化的にも政治的にもアラブに心から共感したものはいないし、共感があったとしても、リベラルなアメリカ人がシオニズム （イスラエル）に対して示す共感のような許容的な形態をとることはないとも同書で述べている。

### 文学研究
ジョセフ・コンラッドの研究から著作家としてのキャリアをスタートさせ、オリエンタリズムや帝国主義論と関連させつつラドヤード・キップリング、ギュスターヴ・フローベール、エドワード・ブルワー＝リットン、カミュ、V・S・ナイポール、ゲーテなどを論じた。ゲーテがハーフィズに感銘を受けて作った『西東詩集』を賞讃し、この題名は、のちにサイード自身が運営に携わる楽団名の由来ともなった（「音楽との関わり」を参照）。

### パレスチナとの関わり
サイードは、イスラエル領とその占領地域およびそれ以外の土地に住むパレスチナ人の権利を擁護した。彼は長年にわたってパレスチナ民族評議会の一員であったが、1993年に調印されたオスロ合意をめぐっては、（占領地域のヨルダン川西岸とガザ地区から撤退する代わりとして）イスラエルがパレスチナと相互承認を行い占領地域に居住していたパレスチナ人の自立について交渉を開始するという合意を、両者の分裂を決定的にする上にパレスチナ難民が元の土地へ帰還する権利を軽視したものとして強硬に反対。ヤーセル・アラファートと決裂した。
その代案としてサイードは、アラブ人とユダヤ人が等しい権利を持つ新たな国を作るべきとの「一国家解決」論を主張した。イスラエルのパレスチナ占領に関するサイードの著書には、『パレスチナ問題』（1979年）、『パレスチナとは何か』（1986年）などがあり、彼の主張は敵対する民族を超えたリベラルなものと評価された。彼の死を知ったイスラエル人の歴史家イラン・パッペは、「私のようなイスラエルのユダヤ人にとってサイードは、シオニズム国家で成長するということの闇と混乱のなかから私たちを連れ出し、理性と倫理、そして良心の岸辺へと導いてくれる灯台であった。」と追悼した。

### 音楽との関わり
彼はまた、熟練したピアニストとして、『ネーション』に音楽批評を長年にわたって寄稿した。音楽評論をまとめた著書を出版し、音楽学との学際的な講義も行なっており、忌日が偶然にも誕生日にあたるグレン・グールドの熱心な信奉者として知られていた。1999年には親友であるイスラエル人の音楽家ダニエル・バレンボイムと共に、ウェスト＝イースタン・ディヴァン管弦楽団を作った。これは才能ある若いクラシックの音楽家たちをイスラエルとアラブ諸国の双方から毎年夏に集めるという試みであり、ゲーテの『西東詩集』をもとに名づけられた。サイードとバレンボイムは、この業績が「国際的な理解に貢献した」という理由で、スペイン王室より2002年度のアストゥリアス皇太子賞を授与された。

## 著書

### 単著
- Joseph Conrad and the Fiction of Autobiography, (Harvard University Press, 1966).
- Beginnings: Intention and Method, (Basic Books, 1975).

『始まりの現象――意図と方法』、山形和美・小林昌夫訳、法政大学出版局、1992年。
- Orientalism, (Pantheon Books, 1978).

『オリエンタリズム』、今沢紀子訳、平凡社、1986年／平凡社ライブラリー〈上下〉、1993年。
- The Question of Palestine, (Times Books, 1979).

『パレスチナ問題』、杉田英明訳、みすず書房, 2004年。
- Covering Islam: How the Media and the Experts Determine How We See the Rest of the World, (Pantheon Books, 1981).

『イスラム報道――ニュースはいかにつくられるか』、浅井信雄・佐藤成文訳、みすず書房、1986年。
- The World, the Text, and the Critic, (Harvard University Press, 1983).

『世界・テクスト・批評』、山形和美訳、法政大学出版局、1995年。
- After the Last Sky: Palestinian lives, (Pantheon Books, 1986).

『パレスチナとは何か』、島弘之訳、岩波書店、1995年／岩波現代文庫、2005年。
- Musical Elaborations, (Columbia University Press, 1991).

『音楽のエラボレーション』、大橋洋一訳、みすず書房、1995年。
- Culture and Imperialism, (Knopf, 1993).

『文化と帝国主義』、大橋洋一訳、みすず書房（1・2）、1998年-2001年。改訳版（全1巻）、2025年
- Representations of the Intellectual: the 1993 Reith Lectures, (Vintage, 1994).

『知識人とは何か』、大橋洋一訳、平凡社, 1995年／平凡社ライブラリー、1998年。
- The Pen and the Sword: Conversations with David Barsamian, (Common Courage Press, 1994).

『ペンと剣』、中野真紀子訳、クレイン、1998年／筑摩書房〈ちくま学芸文庫〉、2005年。
- The Politics of Dispossession: the Struggle for Palestinian Self-determination 1969-1994, (Chatto & Windus, 1994).

『収奪のポリティックス――アラブ・パレスチナ論集成 1969-1994』、川田潤・伊藤正範・齋藤一・鈴木亮太郎・竹森徹士訳、NTT出版、2008年。
- Peace and its Discontents: Gaza-Jericho, 1993-1995, (Vintage, 1995).
- Covering Islam: How the Media and the Experts Determine How We See the Rest of the World, Fully Rev. ed., (Vintage, 1997).

『イスラム報道（増補版）』、浅井信雄・佐藤成文・岡真理訳、みすず書房、2003年。
- Out of Place: A Memoir, (Knopf, 1999).

『遠い場所の記憶――自伝』、中野真紀子訳、みすず書房、2001年。
- 『パレスチナへ帰る』、四方田犬彦編訳、作品社、1999年 - 日本オリジナル
- The End of the Peace Process: Oslo and After, (Pantheon Books, 2000).
- Reflections on Exile and Other Essays, (Harvard University Press, 2000).

『故国喪失についての省察（1・2）』、大橋洋一・近藤弘幸・和田唯・三原芳秋訳、みすず書房、2006年-2009年。
- 『戦争とプロパガンダ』、中野真紀子・早尾貴紀訳、みすず書房、2002年 - 日本オリジナル
- 『戦争とプロパガンダ（2）パレスチナは、いま』、中野真紀子訳、みすず書房、2002年 - 日本オリジナル
- Freud and the Non-European, (Verso, 2003).

『フロイトと非-ヨーロッパ人』、長原豊訳、平凡社, 2003年。
- 『戦争とプロパガンダ（3）イスラエル、イラク、アメリカ』、中野真紀子訳、みすず書房、2003年 - 日本オリジナル
- 『戦争とプロパガンダ（4）裏切られた民主主義』、中野真紀子訳、みすず書房、2003年 - 日本オリジナル
- Humanism and Democratic Criticism, (Columbia University Press, 2004).

『人文学と批評の使命――デモクラシーのために』、村山敏勝・三宅敦子訳、岩波書店、2006年。
- From Oslo to Iraq and the Road Map, (Pantheon Books, 2004).

『オスロからイラクへ　戦争とプロパガンダ2000-2003』、中野真紀子訳、みすず書房、2005年。
- On Late Style: Music and Literature against the Grain, (Pantheon Books, 2006).

『晩年のスタイル』、大橋洋一訳、岩波書店、2007年。

### 共著
- Nationalism, Colonialism, and Literature, with Terry Eagleton and Fredric Jameson, (University of Minnesota Press, 1990).

『民族主義・植民地主義と文学』　増渕正史・安藤勝夫・大友義勝訳、法政大学出版局、1996年。 - テリー・イーグルトン、フレドリック・ジェイムソンとの共著
- Acts of Aggression: Policing "Rogue States", with Noam Chomsky and Ramsey Cark, (Seven Stories Press, 1999). - ノーム・チョムスキー、ラムゼイ・クラークとの共著
- Power, Politics, and Culture: Interviews with Edward W. Said, with Gauri Viswanathan, (Pantheon Books, 2001).

『権力、政治、文化――エドワード・W・サイード発言集成（上・下）』　大橋洋一ほか訳、太田出版, 2007年。 - ゴーリ・ヴィスワナタン(Gauri Viswanathan)編
- Parallels and Paradoxes: Explorations in Music and Society, with Daniel Barenboim, (Pantheon Books, 2002).

『音楽と社会』　中野真紀子訳、みすず書房、2004年。 - ダニエル・バレンボイムとの対談集
- Culture and Resistance: Conversations with Edward W. Said, with David Barsamian, (South End Press, 2003).

『文化と抵抗』　大橋洋一・大貫隆史・河野真太郎訳、筑摩書房〈ちくま学芸文庫〉、2008年。 - デーヴィッド・バーサミアンによるインタビュー集
- Conversations with Edward Said, with Tariq Ali, (Seagull Books, 2006).

『サイード自身が語るサイード』　大橋洋一訳、紀伊國屋書店、2006年。 - タリク・アリによるインタビュー集
- 『力の論理を超えて―ル・モンド・ディプロマティーク1998‐2002』　NTT出版、2003年。ISBN 4757140517－イマニュエル・ウォーラーステインらとの共著

### 編著
- Literature and Society, (Johns Hopkins University Press, 1980).

### 共編著
- The Arabs Today: Alternatives for Tomorrow, co-edited with Fuad Suleiman, (Forum Associates, 1973).
- Blaming the Victims: Spurious Scholarship and the Palestinian Question, co-edited with Christopher Hitchens, (Verso, 1988).

### 論文集
- The Edward Said Reader, edited by Moustafa Bayoumi and Andrew Rubin, (Vintage Books, 2000).

### ビデオ・音声
※ 以下では、ビデオはV、音声はAと省略
- V Edward Said Speech - Democracy Now!(April 24, 2003)
- V Professor Edward Said: Scholar, Activist, Palestinian 1935–2003 - Democracy Now!(September 26, 2003)
- V On Dignity and Solidarity: Scholar, Activist, Palestinian, Edward Said Speaks Out in One of His Last Major Addresses - Democracy Now!(October 20, 2003)
- M 「エドワード・サイード　OUT OF PLACE」（SIGLO、2005年、佐藤真監督）
- V 『パレスチナ 響きあう声 ～E.W.サイードの「提言」から』NHKハイビジョンスペシャル番組、90分、2003年9月6日放送（鎌倉英也ディレクター）